# Ophiocoma pusilla
Ophiocoma pusilla är en ormstjärneart som först beskrevs av Brock 1888.  Ophiocoma pusilla ingår i släktet Ophiocoma och familjen Ophiocomidae. Inga underarter finns listade i Catalogue of Life.